# Inganess Bay
Die Inganess Bay ist eine Meeresbucht auf dem Mainland der schottischen Orkney und liegt nördlich des Flughafens von Kirkwall.
Im Zweiten Weltkrieg wurden hier zwei Schiffe durch das deutsche U-Boot U 23 versenkt.